# Acropyga acutiventris
Acropyga acutiventris är en myrart som beskrevs av Julius Roger 1862. Acropyga acutiventris ingår i släktet Acropyga och familjen myror.

## Underarter
Arten delas in i följande underarter:
- A. a. acutiventris
- A. a. bugnioni
- A. a. carinata
- A. a. javana
- A. a. rubescens